# 김운경 (작가)
김운경(金雲耕, 1954년 2월 23일~)은 대한민국의 텔레비전 드라마 작가이며, 그는 1981년 KBS 드라마 《전설의 고향》의 단막 집필 담당으로 데뷔하였다. 근자에까지 한국방송작가협회 이사장 직으로 재직했으며, 2020년 5월 퇴임식을 마쳤다.

## 학력
- 동인천고등학교 졸업
- 서울예술전문학교 문예창작학과 전문학사

## 생애
부산에서 출생하였으며 동인천고등학교 졸업을 거쳐, 서울예술전문학교 문예창작학과를 전문학사 졸업했다.

### 작품 세계
주로 서민들의 애환을 다룬 드라마로 시청률 고공행진을 벌인 전후무후한 작가로 유명하며, 한·중·일 드라마 작가들이 뽑은 작가의 영예를 얻었을 정도로 아시아 드라마 작가들의 큰 스승이기도 하다. 드라마 작가 김수현이 먼저 찾아보는 작품을 쓰는 작가이기도 한 그는 물질만능주의에 지친 소시민들에게 큰 위로와 연민을 불러일으키는 예술성 높은 드라마를 추구한다. 드라마적 리얼리즘을 추구하는 그의 드라마는 문학성까지 겸비한 것으로 평가받고 있다.
MBC 《서울의 달》로 최초 한국방송작가상 드라마 부문 수상(7회)의 영예를 안았고, 이후 수많는 드라마로 수상 대상자에 선정되었다. 한때 금산산악회를 결성해 많은 예술가들의 든든한 아버지 역할을 하기도 했으며, 지지와 후원을 뒤에서 아끼지 않는 깨어있는 지식인이기도 하다.
영화감독 봉준호 역시 그의 팬으로 알려져 있다. ‘도둑의 딸’과 이후 김운경 작가의 세계에서만 만날 수 있는 페이소스 넘치는 유머코드는 봉준호의 영화에도 간혹 묻어난다.
장편 뿐 아니라 특집극들 속에서도 그의 작품 세계는 뛰어난 서사와 캐릭터를 구사한다. 5.18을 다룬 MBC 특집극 ‘낮에도 별은 뜬다’는 당시로써는 처음으로 5.18을 재조명 한 작품이다. 이후 MBC 경남창원본부로 방영된 ‘누나의 3월’은 대한민국 최초의 민주화 운동인 3.15 의거를 소재로 한 드라마로 여의도 국회에서 시사회가 열렸으며 국회의원들의 교육용 드라마로 상영했다. 방송에서는 이례적으로 지역 방송국에서 먼저 방영 후 4.19를 하루 앞 둔 4.18일 전국으로 방송되었다.
KBS 드라마본부에서 리메이크 드라마로 제작된 《돌아온 뚝배기》의 원작 ‘서울뚝배기’를 토대로 했으며 KBS 정연주 사장이 가장 애청했던 드라마이기도 하다. 그의 드라마적 특색 중 하나는 강렬한 서사 보다는 서민들의 생활사가 묻어나는 생생한 캐릭터 중심의 서사에 있다. 캐릭터가 강하다보니 그의 드라마를 거쳐간 수많은 배우들은 그 역할의 캐릭터로 평생을 이미지 메이킹 되는 경우가 대부분이다.
이는 뛰어난 관찰과 취재력에 바탕을 두고 있다. 노숙자를 그리기 위해 서울역에서 노숙자들과 구르기도 하고, 서울뚝배기를 쓰기 위해 전국의 뚝배기 집들을 섭렵하는 등의 이야기들은 이미 널리 알려져 있다.
MBC에서 방영된 미니시리즈 ‘짝패’로 영웅의 일대기나 업적 위주의 사극이 아닌 민초들의 삶을 심도있게 조명한 사극을 그리기도 했다. ‘짝패’의 감독이었던 임태우와 의기투합 해 JTBC로 방영한 ‘유나의 거리’ 는 도시를 살아가는 젊은 이들의 밑바닥 인생과 애환을 그린 수작으로 백상 예술대상에 선정되었으나 항간에는 수상을 본인이 거부한 것으로 알려졌다.
소위 먹물 드라마를 그리는 것으로 알려진 그는 치열한 시대정신과 서민들을 향한 연민으로 지금도 새로운 작품을 구상 중이며 그의 팬들은 언제나 그의 작품을 기다리고 있다.

## 집필 작품
| 연도 | 제목                              | 방송사  | 유형 | 연출          | 비고        |
| ---- | --------------------------------- | ------- | ---- | ------------- | ----------- |
| 2025 | 착한 사나이                       | JTBC    |      |               |             |
| 2014 | 유나의 거리                       | JTBC    |      |               |             |
| 2011 | 짝패                              | MBC     |      |               |             |
| 2010 | 누나의 3월                        | 마산MBC |      | 전우석        |             |
| 2008 | 돌아온 뚝배기                     | KBS     |      | 이덕건        |             |
| 2005 | 황금사과                          | KBS     |      |               |             |
| 2003 | 죽도록 사랑해                     | MBC     |      |               |             |
| 2001 | 낮에도 별은 뜬다                  | MBC     |      |               |             |
| 2000 | 도둑의 딸                         | SBS     |      |               |             |
| 1999 | 아름다운 서울                     | MBC     |      |               |             |
| 1998 | 흐린 날에 쓴 편지                 | SBS     |      |               |             |
| 1997 | 파랑새는 있다                     | KBS     |      | 전산          |             |
| 1996 | 드라마게임 - 끝없는 아리아        | KBS     |      | 정영철        | [ 2 ]       |
| 1995 | 옥이 이모                         | SBS     |      | 성준기        |             |
| 1994 | 서울의 달                         | MBC     |      | 정인          |             |
| 1994 | 나좀 봅시다                       | MBC     |      |               |             |
| 1994 | 어머니                            | MBC     | 특집 | 황은진        | [ 3 ]       |
| 1993 | 베스트극장 - 사과 하나 별 둘      | MBC     | 단막 | 정운현        |             |
| 1993 | 낙동강                            | MBC     | 특집 | 박복만        | [ 4 ] [ 5 ] |
| 1993 | 드라마게임 - 쌀                   | KBS     | 단막 | 이덕건        |             |
| 1992 | 형                                | KBS     |      | 황은진        |             |
| 1990 | 서울뚝배기                        | KBS     |      | 김연진 황은진 |             |
| 1989 | 독도 수비대                       | MBC     |      | 이진석        | [ 6 ]       |
| 1989 | 회전목마                          | KBS     |      | 안영동        |             |
| 1988 | 한씨 연대기                       | KBS     |      |               |             |
| 1988 | 한지붕 세가족                     | MBC     |      |               |             |
| 1987 | 탑리                              | KBS1    | 특집 | 이종한        |             |
| 1987 | 이차돈                            | KBS1    | 특집 | 이종한        |             |
| 1987 | 드라마 초대석 - 가을비            | KBS     |      | 엄기백        |             |
| 1987 | TV문학관 - 아내의 노란 우산       | KBS     |      | 김현준        | [ 7 ]       |
| 1987 | TV문학관 - 내일의 삽화            | KBS     |      | 김현준        |             |
| 1987 | TV문학관 - 아버지의 땅            | KBS     |      | 김현준        |             |
| 1987 | 87 행복을 찾습니다 - 제3화 꽃동네 | KBS     |      |               |             |
| 1986 | 이화에 월백하고                   | KBS     |      |               |             |
| 1986 | 원효대사                          | KBS     |      |               |             |
| 1985 | TV문학관 - 너무 큰 나무           | KBS     |      |               |             |
| 1985 | TV문학관 - 회선                   | KBS     |      | 장기오        |             |
| 1984 | TV문학관 - 웃음소리               | KBS     |      | 전세권        |             |
| 1984 | 공대수                            | KBS     |      |               |             |
| 1983 | 형사기동대                        | KBS     |      |               | 한대희      |
| 1981 | 포도대장                          | KBS     |      |               | 작가 다수   |

## 수상 경력
- 1988년 제15회 한국방송대상 TV부문 작가상 - 한지붕 세가족
- 1995년 제 7회 한국방송작가상 드라마 작가상 - 서울의 달